# Sibulan
Sibulan est une localité de la province du Negros oriental, aux Philippines. En 2015, elle compte 59 455 habitants.